# 朝鲜半岛青铜器时代

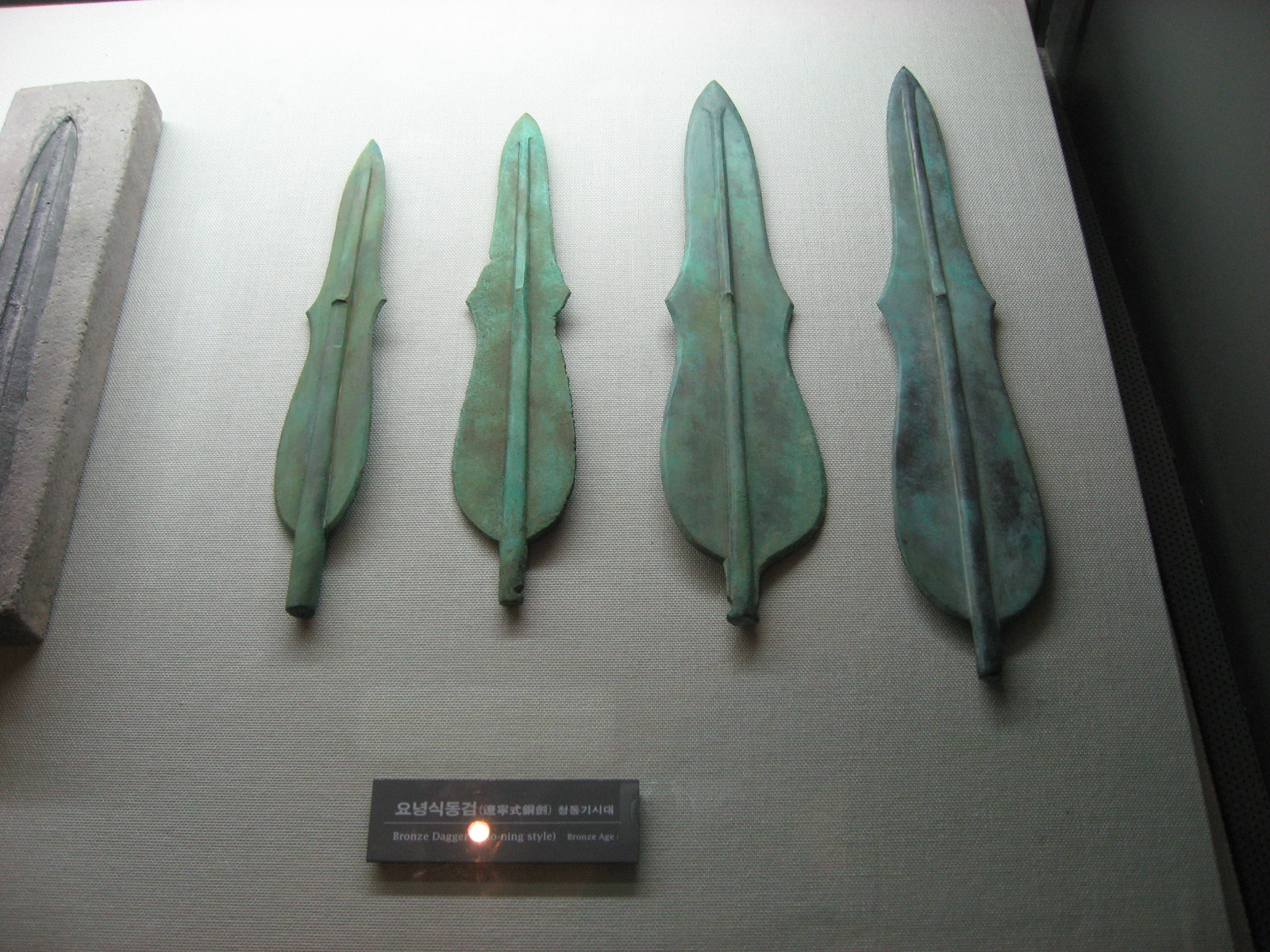
韩国战争纪念馆里的琵琶型的铜剑

朝鲜半岛青铜器时代指朝鲜半岛考古学上以使用青铜器为标志的一个发展阶段。考古发现表明朝鲜半岛从公元前2000年进入青铜器时代，一直持续到公元前1000年。朝鲜半岛主要的青铜器时代遗址包括咸镜北道会宁五洞、慈江道江界市公贵里和中江郡土城里、平壤市金滩里、南浦市江西区域台城里、黄海北道凤山郡新兴洞、黄海南道龙渊郡石桥里等。:15-16:7
青铜器时代，由于金属工具的使用，朝鲜半岛的经济社会各方面较新石器时代发生了很大的变化。支石墓的丧葬习俗也出现于青铜器时代:16-20:7-11。韩国高敞、和顺、江华支石墓遗址已被指定为世界文化遗产。